# Liga Democrática do Kosovo
A Liga Democrática do Kosovo (Em Albanês: Lidhja Demokratike e Kosovës, LDK) é o terceiro maior partido político de Kosovo. Foi fundado em 1989, e tem suas raízes no movimento não-violento de resistência ao governo de Slobodan Miloševic, iniciado na década de 1990 e liderado por Ibrahim Rugova.    

## Resultados eleitorais

### Eleições legislativas
| Data | Líder          | CI. | Votos   | %              | +/-   | Deputados | +/-     | Status   |
| ---- | -------------- | --- | ------- | -------------- | ----- | --------- | ------- | -------- |
| 1992 | Ibrahim Rugova | 1.º | 574 755 | 76,38 / 100,00 |       | 96 / 127  |         | Governo  |
| 2001 | Ibrahim Rugova | 1.º | 359 851 | 45,65 / 100,00 | 30,73 | 47 / 120  | 49      | Governo  |
| 2004 | Ibrahim Rugova | 1.º | 313 437 | 45,42 / 100,00 | 0,23  | 47 / 120  | Estável | Governo  |
| 2007 | Fatmir Sejdiu  | 2.º | 129 410 | 22,63 / 100,00 | 22,79 | 25 / 120  | 22      | Governo  |
| 2010 | Isa Mustafa    | 2.º | 172 552 | 24,69 / 100,00 | 2,06  | 27 / 120  | 2       | Oposição |
| 2014 | Isa Mustafa    | 2.º | 184 596 | 25,24 / 100,00 | 0,55  | 30 / 120  | 3       | Governo  |
| 2017 | Isa Mustafa    | 3.º | 185 892 | 25,53 / 100,00 | 0,29  | 29 / 120  | 1       | Oposição |
| 2019 | Isa Mustafa    | 2.º | 206 516 | 24,55 / 100,00 | 0,98  | 28 / 120  | 1       | Governo  |
| 2021 | Isa Mustafa    | 3.º | 110 985 | 12,73 / 100,00 | 11,82 | 15 / 120  | 13      | Oposição |